# 유인 (전국 시대)
유인(劉仁, 생몰년 미상)은 전국시대 말기 위나라의 대부(大夫) 유청의 아들로 유태공의 부친이자 한고제의 조부이다. 
유인은 팽성군(彭城郡) 유씨(劉氏) 팽성당(彭城堂)의 시조이며, 족보에선 영공(榮公)으로 언급된다.

## 상세
유인은 유원명(劉源明)의 73세손, 유루(劉累)의 56세손이라고 한다.
그의 가문은 대대로 부를 쌓았고 은혜를 베푸는 등 명망이 있었으며 하루는 선인이 그에게 빌리기를 청하였는데 집안에 은이 없으니 유인은 옥팔찌를 풀어 그에게 주었다고 한다. 선인은 강서(江西) 감주부(贛州府) 영도현(寧都縣) 태화산(太華山) 동고(銅鼓) 마을에 살고 있으며 이듬해 8월 15일 추석에 오시면 은혜를 갚겠다고 하였다.
그 말에 따라 이듬해 8월 15일, 유인과 유방은 태화산의 동고마을에 가니 산이 수려하고 아늑한 거처가 있었고 선인이 마중 나와 연회를 베풀어 술을 대접하니 유인은 취해 졸아버렸다. 그 순간 유방은 갑자기 바위가 떨어지는 듯 싶어 급히 열두 발짝을 이동했고, 바위가 떨어지니 또 열두 걸음을 뛰어갔다. 
다시 뒤를 돌아보니 그전까지 있었던 집이 없어졌으며 무덤 하나만 있었는데 그곳에서 선인이 용을 부르고 있었다. 용은 혈(穴)에 생매장되었고 유영에겐 제혈(臍穴)이 생겼으며 그 무덤은 멀리서 볼 수만 있을 뿐, 가까이 올라갈 수는 없었다고 한다.
유인의 묘는 장시성 닝두현 동소향(東韶鄉) 한구촌(漢口村) 능운산(凌雲山)에 있다고 하며 마을 사람들은 천자묘(天子墓), 천자지(天子地)로 존칭하였다. 이후 유방이 제위에 등극함을 전국에 알릴 때, 유영의 덕을 칭송하였다.